# في الحبس (رواية)
في الحبس (بالإنجليزية: In Custody) هي رواية للكاتبة الهندية أنيتا ديساي، نشرت عام 1984، عن دار نشر هينمان.